# Церковь Преображения Господня (Квашёнки)
Церковь Преображения Господня (Преображенская церковь) — церковь Русской православной церкви в селе Квашёнки Талдомского района (с 2018 года — Талдомский городской округ) Московской области.
Церковь является объектом культурного наследия регионального значения (Постановление Правительства Московской области от 15.03.2002 г. № 84/9).

## История
Первая церковь в Квашенках была построена в XVIII веке, о чём свидетельствует клировая ведомость за 1796 год: «в с. Спасское, что на Квашенках ц. Преображения с приделом Владимирской [иконы] Божией Матери деревянная, построенная в 1736 г., в приходе пять деревень…». После того, как деревянный храм обветшал, в селе был построен в 1836 году новый каменный храм, освящённый в честь Преображения Господня и имеющий два придела: в честь Владимирской иконы Божией Матери и святителя Николая. Позже трапезная часть храма перестраивалась, и он повторно был освящён после 1855 года.
Выстроенный на средства прихожан помещичьих крестьян в стиле позднего классицизма, храм имел трехчастную осевую композицию с односветным четвериком, увенчанным световой ротондой. Колокольня имела три яруса, украшена колоннами и шпилем. В приход церкви на начало XX века входили сёла Спасское-Квашонки, Соцково (ныне Соцкое), Сменки, Желдыбино, Некрасово, Волкуша, Моклыгино, Дулово и Мякишево.
Храм пережил Октябрьскую революцию, а в 1922 году в село приезжала комиссия по изъятию церковных ценностей. Церковь продолжала работать до конца 1930-х годов, но была закрыта, в начале 1941 года были разрушены верхняя часть колокольни и главка, венчавшая купольную ротонду, были сняты кресты. Позже здание церкви было перегорожено кирпичной кладкой, разделившей её здание на два помещения: в одном из них располагался гараж, а в другом — склад минеральных удобрений. Позже здание было заброшено и пребывало в полуразрушенном состоянии.
После распада СССР, в 1996 году, при храме Преображения Господня была зарегистрирована церковная община, начались восстановительные работы, а службы велись в другом временном здании, где до этого размещались мастерские фирмы «Юность». Только 19 апреля 2014 года богослужения начали проводить в храме. С этого же года здание церкви стало отапливаемым. Настоятелем храма в настоящее время является протоиерей Олег Васильевич Соловьев.